# Fidanbaşı, Şalpazarı
Fidanbaşı là một xã thuộc huyện Şalpazarı, tỉnh Trabzon, Thổ Nhĩ Kỳ. Dân số thời điểm năm 2011 là 161 người.